# Kyla Ross
Kyla Briana Ross (nascuda el 24 d'octubre de 1996) és una gimnasta artística estatunidenca que va ser membre de la Fierce Five - l'equip guanyador de la medalla d'or en gimnàstica artística femenina dels EUA als Jocs Olímpics d'Estiu de 2012. Ross també va ser membre de la medalla d'or que va guanyar l'equip dels Estats Units en el Campionat mundial de gimnàstica artística de 2014. Individualment, en el Mundial 2013 va guanyar la medalla de plata i en 2014 la medalla de bronze. També és medallista de plata en barres asimètriques i equilibri del mundial 2013.

## Vida personal
Ross va néixer el 24 d'octubre de 1996 en Honolulu, Hawaii. És filla de Jason i Kiana Ross. El seu pare és Hawaiano, i la seva mare porto-riquenya. El seu pare va ser seleccionat pels Chicago Cub i enviat a les menors, on suc com a jardiner central durant 6 anys. Té dos germans menors, McKenna i Kayne.

## Carrera Junior
Va començar a practicar gimnàstica als tres anys en el Greenville Gymnastcs Training Center en Greenville, Carolina del Sud. Més tard va entrenar en el Richmond Olympiad de Virgínia i en el National Gymnastics Training Center de Alliso Vell abans d'establir-se definitivament en el Gym-Max Gymnastics en Costa Mesa, Califòrnia en 2005.
Aviat va demostrar la seva vàlua en la gimnàstica artística. Entre 2005 i 2007 va guanyar cinc títols estatals i dos títols nacionals. En 2008 va començar a competir en el nivell 10. Va aconseguir guanyar els títols en barres asimètriques, biga d'equilibri, sòl i circuit individual en els campionats estatals. A més, també va aconseguir la primera posició en barra i la segona en el circuit individual en el campionat regional d'aquest any. En els Junior Olympic National Championships de 2008 va guanyar les proves de barra d'equilibri, sòl i circuit individual, i va quedar segona en salt.

## Carrera professional

### 2009
A l'abril va competir en el American Classic en Sant Diego, Califòrnia, on es va classificar segona en la final individual amb una puntuació de 55.316.
Al juliol va participar en el CoverGirl Classic celebrat en Des Moines, Iowa. Es va classificar primera en el circuit individual amb una puntuació de 57.000 superant a les quals serien les seves futures companyes en l'equip olímpic Alexandra Raisman i McKayla Maroney. A més, també es va classificar primera en salt (15.200), quinta en barra (13.950) i cinquena en sòl (14.250).
A l'agost va competir en el Visa Championships en Dallas, Texas. Aquesta va ser la seva segona competició com a esportista d'elit i es va classificar primera en el circuit individual amb una puntuació de 114.000 després de dos dies de competició. A més, també va guanyar la cometición de salt amb una puntuació de 30.350 després dels dos dies de competició, i la de barra d'equilibri amb una puntuació de 29.000. També va quedar tercera en la final de sòl on va obtenir una puntuació de 28.200.
Al novembre va participar en els Junior Pa American Championships celebrats en Aracaju, Brasil. Al costat de les seves companyes Alexandra Raisman, Sabrina Vega i Bridgitte Caquatto va guanyar la medalla d'or en la final per equips amb una puntuació de 171.550 per davant del Canadà (156.950) i Brasil (154.250). També es va classificar primera en la final individual amb una puntuació de 57.400 per davant de totes les seves companyes d'equip. En les finals per aparells, va aconseguir la medalla d'or en barres asimètriques (14.150) i barra d'equilibri (15.000), i la medalla de plata en sòl (13.800) per darrere de la seva companya d'equip Aly Raisman.

### 2010
Al març va competir en el Trofeu City of Jesolo en Itàlia on es va classificar segona en la final individual.
A l'abril va competir en els Pacific Rim Gymnastics Championships en Melbourne, Austràlia. Va contribuir en la medalla d'or aconseguida per l'equip nord-americà, que li va treure més de quinze punts al segon classificat, Xina. En el plànol individual, Ross es va classificar segona en la final de all-arround per darrere de la seva companya Jordyn Wieber amb una puntuació de 58.000. A més, també va guanyar la medalla de plata en la final de salt (15.100), i la medalla de plata en les finals de barres asimètriques (14.250) i sòl (14.200).
Al juliol va participar en el CoverGril Classic en Chicago, on es va classificar tercera en el circuit individual (58.700), primera en barra d'equilibri (15.250), quarta en salt (15.200) i en barres asimètriques (14.550) i octava en sòl (13.700).
A l'agost va participar en el Visa Championships en Hartord, Connecticut, on defensava el títol de campiona junior nacional. Malgrat una caiguda en les barres asimètriques durant l'escalfament, va aconseguir la nota més alta d'aquest aparell en el primer dia de competició. Durant el segon dia de competició va tenir una caiguda en la barres asimètriques que no li va impedir guanyar el seu segon títol individual en la categoria junior amb una puntuació de 116.450 després dels dos dies de competició. A més, també va quedar primera en la prova de barra d'equilibri (29.900), tercera en sòl (28.500) i en salt (30.450) i setena en barres asimètriques (27.600).
Al setembre va competir en el Pa American Championships en Guadalajara, Mèxic. Al costat de les seves companyes Sabrina Vega, McKayla Maroney, Gabrielle Douglas, Brenna Dowell i Sarah Finnegan va aconseguir la medalla d'or per equips amb un avantatge de gairebé 20 punts respecte a les segones classificades, l'equip canadenc. En el terreny individual, es va classificar tercera en la final individual amb una puntuació de 57.998, segona en la final de sòl (14.075) i sisena en barres asimètriques (13.350).

### 2011
Ross va començar l'any participant en el trofeu City of Jesolo, Itàlia. Al costat de les seves companyes Madison Kocian, Katelyn Ohashi, Lexie Priessman, Elizabeth Price i Ericha Fassbender va aconseguir la medalla d'or en la competició per equips superant a Rússia, les segones classificades, per més de deu punts. A més, també va guanyar la final individual amb una puntuació de 58.750.
Al juliol va participar en el CoverGirl Classic en Chicago, on va aconseguir la primera posició en la final individual (58.850) i en asimètriques (15.000), la segona en salt (15.250), la tercera en sòl (13.950) i la quarta en barra d'equilibri (14.650).
A l'agost va participar en el Visa Championships celebrat en Saint Paul, Minnesota, on defensava el títol junior que havia aconseguit els dos anys anteriors. Va tenir diversos problemes en el primer dia de competicions que la van condemnar a la segona posició en la competició individual. A més es va classificar segona en barres asimètriques i barra d'equilibri i sisena en sòl.

### 2012
En 2012, any en el qual va complir 16 anys, Ross es va convertir en gimnasta d'elit sènior, fet que li permetia ser triada per formar part de l'equip olímpic. Al març va competir en el 2012 Pacific Rim Gymnastics Championships en Everett, Washington. Va guanyar la medalla d'or per equips al costat de les seves companyes Jordyn Wieber, Gabrielle Douglas, Amelia Hundley, Katelyn Ohashi i Lexie Priessman. Individualment, es va classificar segona en el circuit individual per darrere de la seva companya Jordyn Wieber, campiona del món en aquell moment. A més, també va guanyar la medalla d'or en la barra d'equilibri, la plata en barres asimètriques i el bronze en sòl.
Al maig va competir en el Secret O.S. Classic en Chicago. Es va classificar segona en el circuit individual amb una puntuació de 59.800 per darrere de Alexandra Raisman. A més, també es va classificar segona en asimètriques, quinta en barra i cinquena en sòl.
Al juny va participar en el Visa Championships celebrat en Saint Louis, Missouri. Es va classificar quarta en el circuit individual després de dos dies de competició amb una puntuació de 119.950 per darrere de Wieber, Douglas i Raisman. En les finals per aparells es va classificar quarta en barra i sisena en sòl.
Al començament de juliol va participar en els Olympic Trials celebrats en Sant Jose, Califòrnia, per intentar aconseguir un lloc per a l'equip olímpic. Es va classificar cinquena en el circuit individual amb una puntuació de 120.000 després de dos dies de competició. A més, es va classificar primera en barres asimètriques i tercera en barra d'equilibri. Ross va ser triada com a membre de l'equip de gimnàstica artística femenina per competir en els Jocs Olímpics de Londres. Després de ser triada Ross va declarar, "Est és el sentiment més surrealista que he sentit. Quan he escoltat el meu nom no m'ho podia creure".

#### Jocs Olímpics de Londres 2012
A la fi de juliol, Ross va competir en els Jocs Olímpics de 2012 celebrats a Londres. Va ajudar l'equip nord-americà -sobrenomenat el «Fierce Five» a classificar-se en primer lloc per a la final per equips. En el plànol individual es va classificar com a reserva per a la final de barres asimètriques.
En la final per equips, va participar en les proves de barra d'equilibri on va obtenir una puntuació de 15.133 i en la de barres asimètriques on va aconseguir una puntuació de 14.933. Ross va aconseguir la medalla d'or en la final per equips al costat de les seves companyes Gabrielle Douglas, Jordyn Wieber, McKayla Maroney i Alexandra Raisman.

#### Després dels Jocs Olímpics
A la tardor de 2012, Ross va participar en el Kellogg's Tour of Gymnastics Champions per tot el país al costat de les seves companyes d'equip olímpic a més dels equips de gimnàstica artística masculina, gimnàstica rítmica i salt de trampolí.

### 2013
Al juliol va participar en el Secret O.S. Classic, on va guanyar la medalla d'or en el circuit individual i en barres asimètriques així com la medalla de plata en barra d'equilibri.
A l'agost partició en el P&G Championships on es va classificar segona en el circuit individual i primera en les finals d'asimètriques i barra d'equilibri.
Al setembre va ser seleccionada per formar part de l'equip nacional per competir en el Mundial de Gimnàstica Artística.
A l'octubre va participar en el Campionat Mundial de Gimnàstica Artística Femenina celebrat en Antwerp, Bèlgica. Va aconseguir la medalla de plata en la final individual amb una puntuació de 59.332. A més, també va guanyar la medalla de plata en la final d'asimètriques i en la final de biga d'equilibri.

### 2014
Al març, després de recuperar-se d'una lesió, va participar en el trofeu Cità di Jesolo, a Itàlia, on va aconseguir la medalla d'or per equips i en la competició individual, i la de plata en barres asimètriques i sòl.
A l'abril va participar en el Pacific Rim Championships en Richmond, Canadà, on va guanyar la medalla d'or per equips i en barra d'equilibri i la de plata en la final individual, sòl i barres asimètriques.
Al setembre va ser seleccionada per formar part de l'equip nacional pel Campionat mundial de gimnàstica artística femenina celebrat en Nanning, Xina. Al costat de les seves companyes Simone Biles, Madison Kocian, Ashton Locklear, Alyssa Baumann i MyKayla Skinner va guanyar la medalla d'or en el concurs per equips. En el terreny individual va guanyar la medalla de bronze en la final individual per darrere de la seva companya d'equip Simone Biles.

### 2015
Al juliol va participar en el Secret O.S Classic on solament va competir en les proves de barres asimètriques i biga d'equilibri a causa d'una lesió en el taló que s'havia fet entrenant. Va tenir dues caigudes en les barres asimètriques que solament li van permetre aconseguir una puntuació de 12.250. Va tenir una millor actuació en la biga d'equilibri on va aconseguir una puntuació de 14.550 que li va permetre classificar-se quarta en aquest aparell.
A l'agost va participar en el P&G Championships, una prova combinada de dos dies de competició. Va tenir diverses fallades durant els exercicis cusi que la va condemnar a classificar-se desena en la final individual. Després de la competició, Ross va decidir no participar en les diverses proves de selecció per formar l'equip olímpic pels Jocs de 2016.

## Carrera universitària
Al febrer de 2016, Ross va anunciar, a través del seu perfil de Twitter que es retirava de l'elit esportiva per acudir a la Universitat per estudiar bioingeniería. Mesos abans havia anunciat la seva intenció d'incorporar-se també a l'equip de gimnàstica de la Universitat de Los Angeles.
El 7 de gener de 2017 va participar en la seva primera competició com gimnasta universitària de UCLA contra Arkansas. Ross es va convertir en la segona gimnasta guanyadora d'una medalla d'or en uns Jocs Olímpics a participar en la NCAA per darrere de Madison Kocian, que ho va fer minuts abans que ella. Ross va competir en les proves de salt, barres asimètriques i biga d'equilibri obtenint unes puntuacions de 9.875, 9,875 i 9,700 respectivament.
El 28 de gener de 2017, durant la seva tercera competició universitària, Ross va aconseguir el seu primer 10 en l'exercici de barres asimètriques. Va completar la seva participació amb un 9.925 en salt i un 9.850 en barra d'equilibri, aportant un total de 29.775 punts a la victòria final del seu equip contra Oregon.
El 20 de febrer de 2017 va fer la seva primera participació en l'all-arround (va participar en els quatre esdeveniments) aconseguint unes puntuacions de 9.900 en salt, 9.925 en asimètriques, 10.00 en barra d'equilibri i 9.400 en sòl.
El 18 de març es va proclamar Freshman of the year (millor estudiant de primer any) en la Competició Pac-12. A més, també es va classificar primera en barra d'equilibri realitzant un exercici que li va valer un 10 perfecte, nota mai anotada en aquesta competició en tota la seva història.
Durant la temporada 2020-21, Ross es va quedar a UCLA per acabar la seva carrera en biologia molecular, cel·lular i del desenvolupament. Es va incorporar al personal d'entrenament de la UCLA com a entrenadora assistent de grau. El 13 d'agost de 2021, la Universitat d'Arkansas va anunciar que Ross s'uniria al cos tècnic com a entrenadora assistent voluntària per a la temporada 2021-22, entrenant al costat de la seva companya d'equip olímpic de 2012 Jordyn Wieber i la seva antiga companya d'equip de la UCLA Felicia Hano.

### Resultats
| Data       | Rival                   | Salt  | Asimètriques | Barra  | Sòl   | All-arround | Equip   |
| ---------- | ----------------------- | ----- | ------------ | ------ | ----- | ----------- | ------- |
| 7/01/2017  | Arkansas                | 9,875 | 9,875        | 9,700  | ---   | ---         | 195,700 |
| 15/01/2017 | Oklahoma                | 9,850 | 9,925        | 9,825  | ---   | ---         | 196,825 |
| 28/01/2017 | Oregon State            | 9,925 | 10,000       | 9,850  | ---   | ---         | 197,325 |
| 4/02/2017  | Arizona State           | 9,975 | 9,375        | 9,975  | 9,150 | 38,425      | 197,150 |
| 11/02/2017 | Stanford                | 9,900 | 9,975        | 9,875  | ---   | ---         | 198,125 |
| 18/02/2017 | Utah                    | 9,875 | 10,000       | 9,875  | ---   | ---         | 197,500 |
| 20/02/2017 | Utah State i Bridgeport | 9,900 | 9,925        | 10,000 | 9,400 | 39,225      | 195,875 |
| 25/02/2017 | Arizona                 | 9,850 | 9,950        | 9,950  | ---   | ---         | 197,725 |
| 05/03/2017 | Califòrnia              | 9,875 | 9,975        | 9,925  | ---   | ---         | 197,525 |
| 12/03/2017 | North Carolina          | 9,875 | 9,950        | 9,400  | ---   | ---         | 197,800 |
| 18/03/2017 | Campionat Pac-12        | 9,850 | 9,875        | 10,000 | ---   | ---         | 197,100 |
| 01/04/2017 | Regionals NCAA          | 9,775 | 9,900        | 9,925  | ---   | ---         | 196,800 |
| 14/04/2017 | Campionat nacional NCAA |       |              |        |       |             |         |